# Icy Tower
Icy Tower är ett datorspel tillverkat och utgivet av Johan Peitz genom det svenska företaget Free Lunch Design. Spelet kom första gången ut 2001 till Microsoft Windows och finns även till Macintosh. Spelet är ett plattformsspel för en spelare, där spelaren har målet att komma så högt upp som möjligt i ett torn samtidigt som den samlar in så många poäng som möjligt.

## Andra versioner
Den 6 oktober 2008 släpptes en version av Icy Tower för mobiltelefoner. 24 september 2009 släpptes en version på Facebook och 12 november 2010 släpptes en version till Iphone. Det finns också inofficiella portar av spelet till Nintendo DS och Playstation Portable.

## Popularitet
Icy Tower var 6 maj 2011 det mest nerladdade spelet på Download.com i sin genre med över sju miljoner nerladdningar.